# Neko Jump
Neko Jump – tajski duet pop, w skład którego wchodzą bliźniaczki.

## Dyskografia

### Albumy studyjne (Tajlandia)
- 2006: Neko Jump (Mini-Album)
- 2007: Joop Joop (จุ๊บ จุ๊บ) (Mini-Album)
- 2007: Lady Ready
- 2010: Secret of Virgin

### Albumy studyjne (Japonia)
- 2009: Anyamaru Tantei Kiruminzuu Intro & Outro Theme: Poo / Chuai Mad Noi
- 2010: BKK to NRT (Thai Best Album)
- 2010: Clap your Sunday!/Joop Joop